# Кено
Кено (енгл. Keno) је игра на срећу слична лутрији, која се често игра у казинима и нуди се у оквиру неких државних лутрија.
Играч бира бројеве из одређеног опсега, обично од 1 до 80. Након постављања улога, насумично се извлачи 20 бројева (у неким варијантама мање), било помоћу машине за извлачење лоптица или генератора случајних бројева.
Сваки казино одређује сопствену табелу исплата („paytable“). Добитак зависи од броја изабраних бројева, броја погодака и величине улога.  
Маржа казина за кено је обично већа него за друге игре и може варирати од 4% до 35% у онлајн казинима, док је у традиционалним казинима између 20% и 40%. У поређењу, маржа за стоне игре у казинима је обично испод 5%.

## Историја
Реч „кено“ потиче из француског или латинског (француски quine – „пет добитних бројева”, латински quini – „групе од пет”), али игра води порекло из Кине. Према легенди, измислио ју је Џанг Лијанг током рата Чу-Хан како би прикупио новац за одбрану града.
Касније је популарност игре помогла у финансирању изградње Великог кинеског зида. У Кини су лутрије званично признате тек крајем 19. века.
Први документовани помен кинеске лутрије датира из 1847, када су португалске власти легализовале лутрије у Макау. Према неким теоријама, резултати кена слати су у села помоћу голубова писмоноша, што је довело до кинеског назива báigē piào (白鸽票), који дословно значи „белоголуби билет”.
Кинези су традиционално играли кено са картама исписаним кинеским карактерима, често користећи првих 80 карактера из Класика хиљаду карактера.
Кинески имигранти донели су кено у Сједињене Америчке Државе током изградње трансконтиненталне железнице у 19. веку, где је игра била позната као boc hop bu или pakapoo.